# Eteläinen
Eteläinen est un village d'Hauho qui est l'une des 5 conurbations d'Hämeenlinna en Finlande.

## Présentation
Le village d'Eteläinen est situé au sud de Hauho, sur la rive nord-ouest du lac Eteläinen.
Eteläinen est situé sur la route régionale 305 à mi-chemin entre l'église d'Hauho et le centre-ville d'Hämeenlinna, à environ 17 kilomètres de chacun.